# Jiří Bence
Jiří Bence (wym. [ˈjɪr̝iː bɛnt͡sɛ]; ur. 8 maja 1985) – czeski siatkarz grający na pozycji libero; reprezentant Czech.

## Kariera klubowa
Profesjonalną karierę siatkarską Jiří Bence rozpoczął w VK Kladno, gdzie grał w 2003 roku. Następnie przeszedł do Volejbal Brno, w którym występował przez rok. W latach 2004–2007 był zawodnikiem klubu VSC Zlín, a w latach 2007–2011 – VO Příbram. W 2011 roku wyjechał do Francji, gdzie będzie bronić barw Nantes Rezé MV.

## Kariera reprezentacyjna
Jiří Bence występował w reprezentacjach kadetów i juniorów. Do reprezentacji seniorów powołany został w 2007 roku na Ligę Europejską, gdzie wystąpił w pięciu spotkaniach. W 2010 roku znalazł się w składzie na mistrzostwa świata, w których zagrał w pięciu meczach. W 2011 roku wystąpił w mistrzostwach Europy.

## Nagrody indywidualne
- 2010 – MVP turnieju finałowego Pucharu Czech